# I. Róbert nyugati frank király
I. Róbert (866. augusztus 15. – Soissons, 923. június 13.) nyugati frank király 922-től haláláig. Mielőtt megválasztották a trónra, számos egyéb címe mellett ő volt Párizs, valamint Poitiers grófja, és Neustria egyesített őrgrófja. Megkoronázása után utóbbi címében fia, Nagy Hugó követte.

## Élete
Róbert a neustriai Erős Róbert tartományúr (őrgróf) fiatalabbik fia volt. Hűségesen szolgálta a királyság érdekeit, amíg bátyja, Odó nyugati frank király volt a frankok választott királya. 898-ban Odó halálával Róbert örökölte a család összes birtokát a Szajna és a Loire között, Franciaország trónját azonban a Karolingok közül származó Együgyű Károly nyerte el. Róbert az egyik leghatalmasabb hűbérúrként belenyugodott a választás eredményébe, és más grófokkal együtt hűbéresküt tett Károlynak.
911-ben döntő győzelmet aratott Chartres-nál a normannok felett. Ezzel megszűntek a normann támadások, és a letelepült normannok számára még ez évben megalapították a normann hercegséget. A katonai siker növelte Róbert tekintélyét, és viszályhoz vezetett Károly és Róbert között. Amikor a meggondolatlan Károly kizárólag lotharingiai hűbérurakat léptetett elő, a neustriai urak Róbert vezetésével nyílt lázadást robbantottak ki, és 922 júniusában Reimsben királlyá kiáltották ki Róbertet. 923-ban Soissons mellett a lázadók szétverték Károly seregét, ám az ütközetben maga Róbert is elesett. Bár fiát, Nagy Hugót nem választották királlyá, de unokáját, Capet Hugót már igen, és ezzel a század végétől — az oldalágakkal együtt, kisebb megszakításokkal - egészen 1848-ig az ő leszármazottai uralkodtak Franciaországban.